# Ramon Folch i Roca
Ramon Folch i Roca (Sabadell, 1923 - Barcelona, 1988) va ser un pintor, ceramista, pedagog i director de l' Escola de Disseny Tèxtil de Barcelona.

## Biografia
Es va iniciar en la pintura de jove, juntament amb altres artistes de Sabadell com Joan Vilacasas, Andreu Castells o Xavier Oriach, els quals anys més tard formarien part del primer nucli avantguardista de la ciutat. Posteriorment va estudiar a l'Escola d'Arts i Oficis de Sabadell, on va obtenir la màxima qualificació, fet que li va permetre aconseguir una beca de la Caixa d'Estalvis de Sabadell per continuar els seus estudis a l'Escola Superior de Belles Arts de Sant Jordi de Barcelona (Llotja) on, entre els anys 1945 i 1950, es va especialitzar en pintura i pedagogia de l'art. L'any 1949 l'escola el va becar per continuar els estudis a França.
Durant aquests anys també va exposar a la seva ciutat natal, participant en exposicions col·lectives de l'Acadèmia de Belles Arts (1942, 1943, 1944) i el Cercle Sabadellès (1946). També va obtenir altres beques i distincions: l'any 1944 va guanyar el segon premi del Concurs de Pintors Joves a les Galeries Atenea de Barcelona, sala on, només un any després, exposaria per primera vegada.
Mentre encara estudiava a la Llotja, l'any 1950 va col·laborar amb els pintors Andreu Castells i David Graells en la creació del Saló d'Art Actual a l'Acadèmia de Belles Arts de Sabadell, que havia de tenir un paper important en la recuperació cultural de la ciutat de Sabadell durant la postguerra, i va participar en el primer Saló Biennal de Belles Arts que es va presentar a la Caixa d'Estalvis de Sabadell (1953).
Un cop acabats els estudis, l'any 1951 va obtenir per oposició la beca de primer grau de la Fundació Amigó Cuyàs de la mateixa escola, que consistia en un viatge per Espanya de quatre mesos. A més, l'Institut Francès de Barcelona el va pensionar amb la Beca del Cercle Maillol per estudiar a París durant un curs l'any 1953 i, dos anys més tard, l'Ajuntament de Barcelona el va pensionar per estudiar sis mesos més a França, Bèlgica i Holanda. La seva formació a l'estranger va ser definitiva en la seva trajectòria professional futura. A París, a més d'obrir-se a tota mena de corrents pictòriques, va establir relacions amb figures com el ceremista Pierre Canivet o els creadors de moda Christian Dior i Pierre Cardin.
Al seu retorn, l'any 1955, va ser guardonat amb el segon premi del II Salón Bienal de Bellas Artes de Sabadell, amb l'obra Circo, que actualment es conserva al Museu d'Art de Sabadell. Va participar també en la tercera edició d'aquest saló.
Cap a la fi de la dècada dels cinquanta va fer murals amb diverses tècniques com l'estuc esgrafiat amb color, els pirogravats sobre fusta i la ceràmica. La pintura aplicada als materials ceràmics va esdevenir en aquest moment la continuïtat de la seva trajectòria, que s'exemplifica clarament amb dos dels murals de gres que va fer l'any 1959: la Taula d'Orientació de la Mola de Sant Llorenç del Munt i l'entrada de l'habitatge de l'industrial Antoni Monés a Matadepera.
Durant aquests anys va participar en diferents exposicions col·lectives nacionals i estrangeres, com ara el Salón de Octubre, les del Cercle Maillol o la 3ª Bienal Hispanoamericana de Arte.
A partir de la dècada dels seixanta es va centrar en la investigació pedagògica de l'art i del disseny. Procedent d'una família sabadellenca dedicada a la indústria tèxtil i, per tant, coneixedor d'aquest món, i amb les relacions i coneixements obtinguts a París, va impulsar un canvi de mentalitat en l'àmbit de la producció industrial, de la mateixa manera que Alemanya havia fet amb la Bauhaus. Només cinc anys més tard, al 1965, va centrar tots els esforços en abocar tots aquells coneixements adquirits al llarg de la seva vida en la creació de l'Escola de Disseny Tèxtil de Barcelona, que es coneixen com la "petita Bauhaus" o "Barnahaus", i que va dirigir des de la seva fundació fins a la seva mort. En aquest àmbit de la formació va oferir aportacions pedagògiques importants, especialment en la concepció del disseny en el procés industrial.

## Obra
Pel que fa a la seva obra, durant la fase de formació i seguint els consells d'Antoni Vila Arrufat, es va lliurar a la recerca formal donant composicions expressives d'allò que copsava al seu entorn. Veiem per exemple a Noies Brodant o L'avi malalt. Posteriorment, les seves estades a l'estranger li van permetre comprendre millor l'obra dels pintors impressionistes i expressionistes, així com la dels constructivistes o els cubistes, els quals van exercir una notable influència en la seva obra. Les seves peces reflecteixen aquests contacte, per exemple en La Síndria o Nu.
La seva metodologia de treball es fonamentava en una gran exigència. De tarannà reflexiu i crític, Ramon Folch va fer obres sovint molt elaborades. Les primeres pintures expressionistes tenien un to crític i dramàtic que s'accentuava amb una paleta molt limitada.
El Museu d'Art de Sabadell conserva obra de Ramon Folch i l'any 2010 l'Acadèmia de Belles Arts de Sabadell li va dedicar una exposició antològica.